# Apraxie buccofaciale
L'apraxie buccofaciale est une perturbation de la capacité d'effectuer des mouvements de la bouche et du visage. Il s'agit de l'ensemble des mouvements et de la gesticulation du visage et de la bouche. Cette apraxie buccofaciale est facilement mise en évidence si on demande au patient de siffler, de souffler, de montrer ses dents, de claquer la langue, de mettre la bouche en cul de poule, entre autres. Dans ce cas l'individu à qui on a soumis cette épreuve présentera un assez grand nombre de difficultés à effectuer les mouvements demandés.
L'apraxie buccofaciale est un des symptômes de la désintégration phonémique, terme créé par Alajouanine dont les synonymes parfois utilisés sont :
- troubles arthritiques ;
- aphémie ;
- anarthrie ;
- aphasie motrice ;
- aphasie de réalisation phonématique.

La désintégration phonémique, plus précisément le syndrome de désintégration phonémique regroupe les perturbations de l'expression orale (quand un individu parle) en rapport avec les difficultés de réalisation phonétique (sons de la parole) qui porte sur l'émission comme sur l'enchaînement des phonèmes. Autrement dit il s'agit de troubles, de dérèglement du langage parlé comportant des difficultés pour dire ou enchaîner des phonèmes, c'est-à-dire des sons doués de sens. Les phonèmes qui ne doivent pas être confondus avec les syllabes constituent un mot. Par exemple chapeau est constitué de quatre phonèmes : ch;a;p;eau. On constate que ce même mot n'est constitué que de deux syllabes : « cha » ; « peau ».
Au cours de la désintégration phonémique le parler se caractérise par une lenteur  particulière, il est  haché et syllabaire ce qui signifie que les mots sont décomposés en syllabes comme un enfant apprenant à lire.
On constate également que certains phonèmes sont supprimés, d'autres sont répétées. Tout ceci aboutit à une réduction des contrastes (voir également dysprosodie).
D'autre part les consonnes sourdes sont préférées aux consonnes sonores, les groupes diconsonantiques sont supprimés. Par exemple si l'on prend le mot spectacle le patient dira : pec…ta…le…
Il s'agit de troubles qui rappellent quelque part le langage enfantin.
Parmi les épreuves permettant de tester ce type de perturbations il faut citer l'épreuve de répétition des mots ou de phrases. Classiquement les mots et les phrases utilisés sont :
- « spectacle » ;
- « espiègle » ;
- « constitution » ;
- « ce gros verrou rouillé » ;
- « le déverrouillerai-je ? »
- « il fut le peintre des princes et le prince des peintres. »

Certains patients présentent des troubles associés entre eux. Il peut s'agir par exemple d'une paralysie ou une parésie du système bucco-phonatoire (organes permettant d'émettre des sons) : la bouche, le pharynx, la langue associée à une perturbation du souffle aérien traversant la trachée avec des difficultés d'articulation.
Un troubles de la tonicité (dystonie) des mouvements permettant l'articulation. Ces mouvements peuvent être trop amples, démesurés, syncinétiques (contractions involontaires d'un muscle apparaissant à l'intérieur d'un groupe de plusieurs muscles alors qu'un autre mouvement, involontaire réflexe, est effectué par le patient.